# Architecture de la ligne 32 du tramway de Bruxelles
Cette page reprend une partie des bâtiments remarquables se trouvant sur le trajet de la ligne 32 du tramway de Bruxelles.

## Historique
La ligne de tram 32 a été créée le 2 juillet 2007, elle a pour but de limiter les correspondances pour les usagers en soirée.
En effet ces trams circulent uniquement de vingt heures à une heure du matin, et sont en réalité la fusion de la ligne 4 et 82. Cette ligne a donc été mise en place afin d’offrir aux usagers une ligne directe en soirée, lorsque les services sont réduits, afin de parcourir les deux lignes sans avoir recours à une correspondance.
La ligne 32 démarre donc de la commune d’Evere, à l’arrêt Da Vinci, pour se terminer à l’arrêt Drogenbos Château, dans l’une des communes périphériques de Bruxelles.

## Architecture autour de la ligne de tram 32 (Da Vinci- Drogenbos château)

### Église de la Sainte-Famille

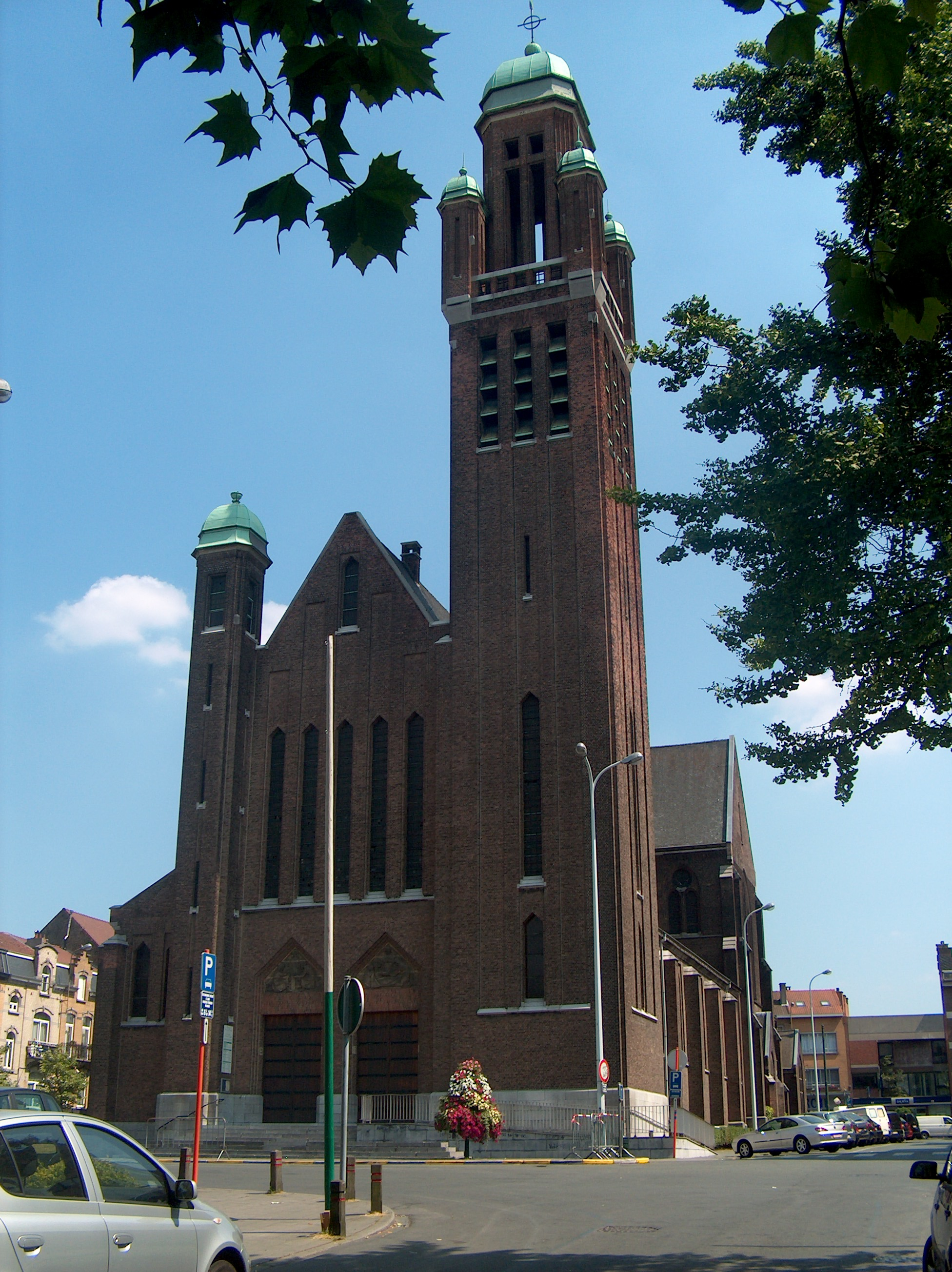
Église de la Sainte-Famille

- Date de construction : 1898[2]
- Schaerbeek, Square François Riga
- Public
- Lieu catholique

La chapelle, située à l’institut Champagnat était devenue trop petite pour accueillir les gens, il fut donc décidé par la fabrique de l’église de construire une véritable église sur un terrain offert pas Mlle Van Nerum.
La construction de l’édifice va être réalisé en deux étapes.
En 1898, les premiers plans seront réalisés par l’architecte Collès, cofondateur de l’université de Saint-Luc. Cet édifice se situe dans le quartier d’Helmet et avait pour but de développer l’aménagement urbain de ce quartier. Il est déterminé que l’église aura son chevet en direction de la chaussée d’Helmet et que son portail principal sera dirigé vers la vallée de la Senne, où se trouve la gare de Schaerbeek. En 1900, la première pierre est posée, et seulement un an après le lieu sera ouvert au public. À ce moment seul le transept, le chœur et une travée de la nef sont construits, par manque de moyens les travaux de la façade en pignon, du clocher, ainsi que de la tour ronde sont reportés.
Ce n’est qu’en 1936, que l’architecte F. Vandendael reprend les travaux et modifie quelque peu l’église avec un style architectural art déco. Il y ajoute une tour de clocher haute de 60 mètres qui sera partiellement démontée par les Allemands en 1943, mais finalement restaurée en 1964.
En 1983 de gros travaux ont lieu après la chute d’une pierre provenant d’une des voûtes. Des cloisons sont montées, formant un espace intérieur plus petit. La dernière inauguration se fera en 1984,.

### Église Saint-Nicolas
- XIIe siècle[5]
- Public
- Rue au Beurre, 1000 Bruxelles
- Édifice religieux

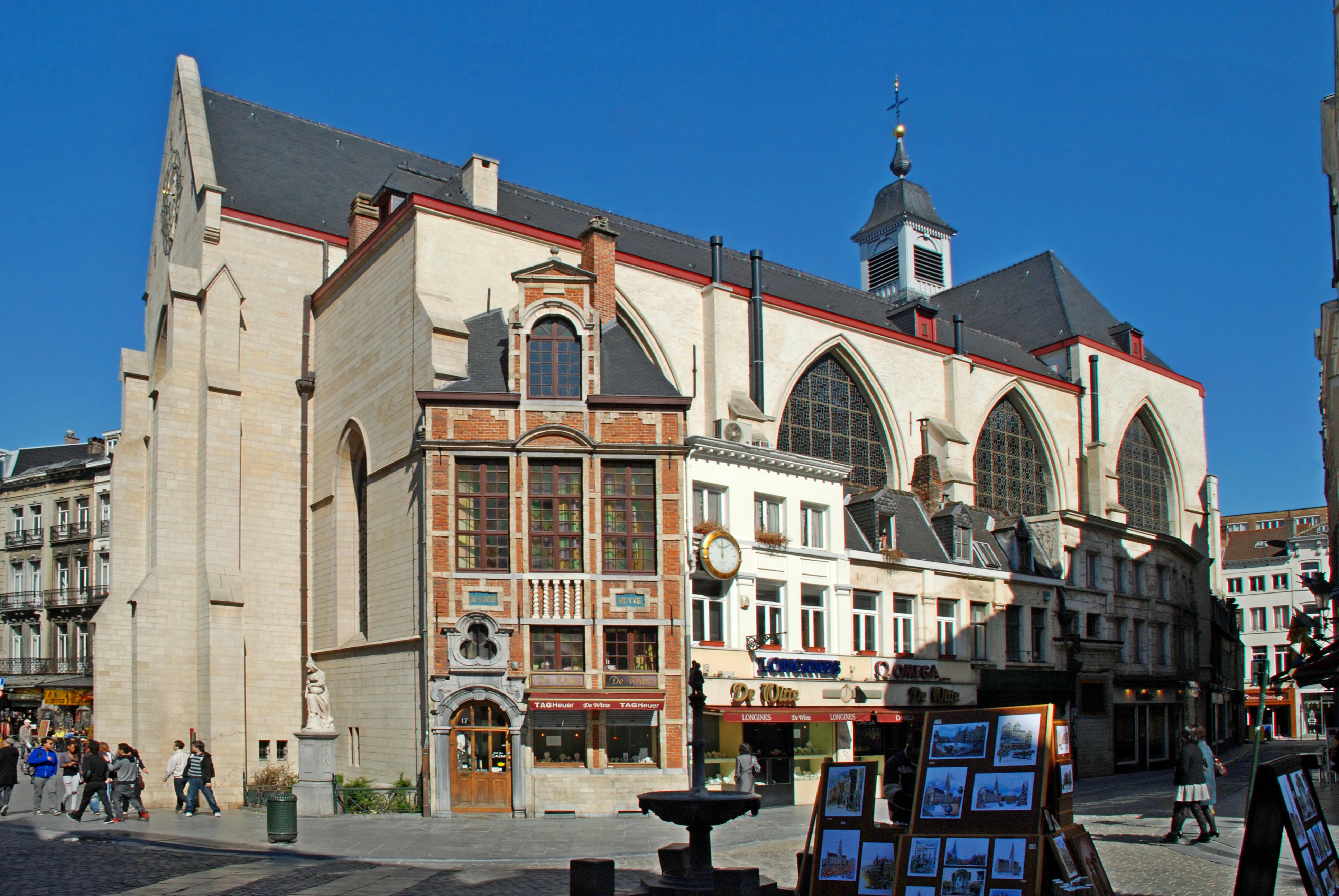
Église Saint-Nicolas Bruxelles

L’origine de cette église remonte au XIIe siècle, avec une simple chapelle destinée aux commerçants des marchés bruxellois. C’est d’ailleurs la raison de son appellation «Saint-Nicolas», qui évoque le commerce. Elle fait partie des premières églises de la ville de Bruxelles, c’est plus précisément la quatrième, après l’hospice de Coudenberg. Elle se situe à quelques pas du bâtiment de la place de la Bourse.
L’église Saint-Nicolas connu des destins parfois tragiques. En effet, en 1367, une violente tempête détruisait la tour qui servait de beffroi de Bruxelles à l’époque. Cette dernière a donc été reconstruite dans un style gothique en 1380. Le deuxième événement bousculant de cette église fut le bombardement de Bruxelles en 1695 par les français. L’église fut rapidement reconstruite à l’exception de sa tour qui s’effondra en 1714 en raison du poids de treize cloches...
Ce n’est que des années plus tard, en 1956, que la restauration de l’église Saint-Nicolas s’enclenchait. La façade fait peau neuve avec des nouvelles pierres blanches. Durant cette restauration, on a retrouvé quelques vestiges dans le porche d’entrée de l’église romane qu’elle représentait au XIIe siècle.
Sa structure intérieure est assez particulière et témoigne de l’histoire spéciale qu’a connu cette église. En effet le chœur prolonge en oblique la nef centrale,.

### Îlot Sacré
- 21 mars 1960[8]
- 1000, Bruxelles
- Public

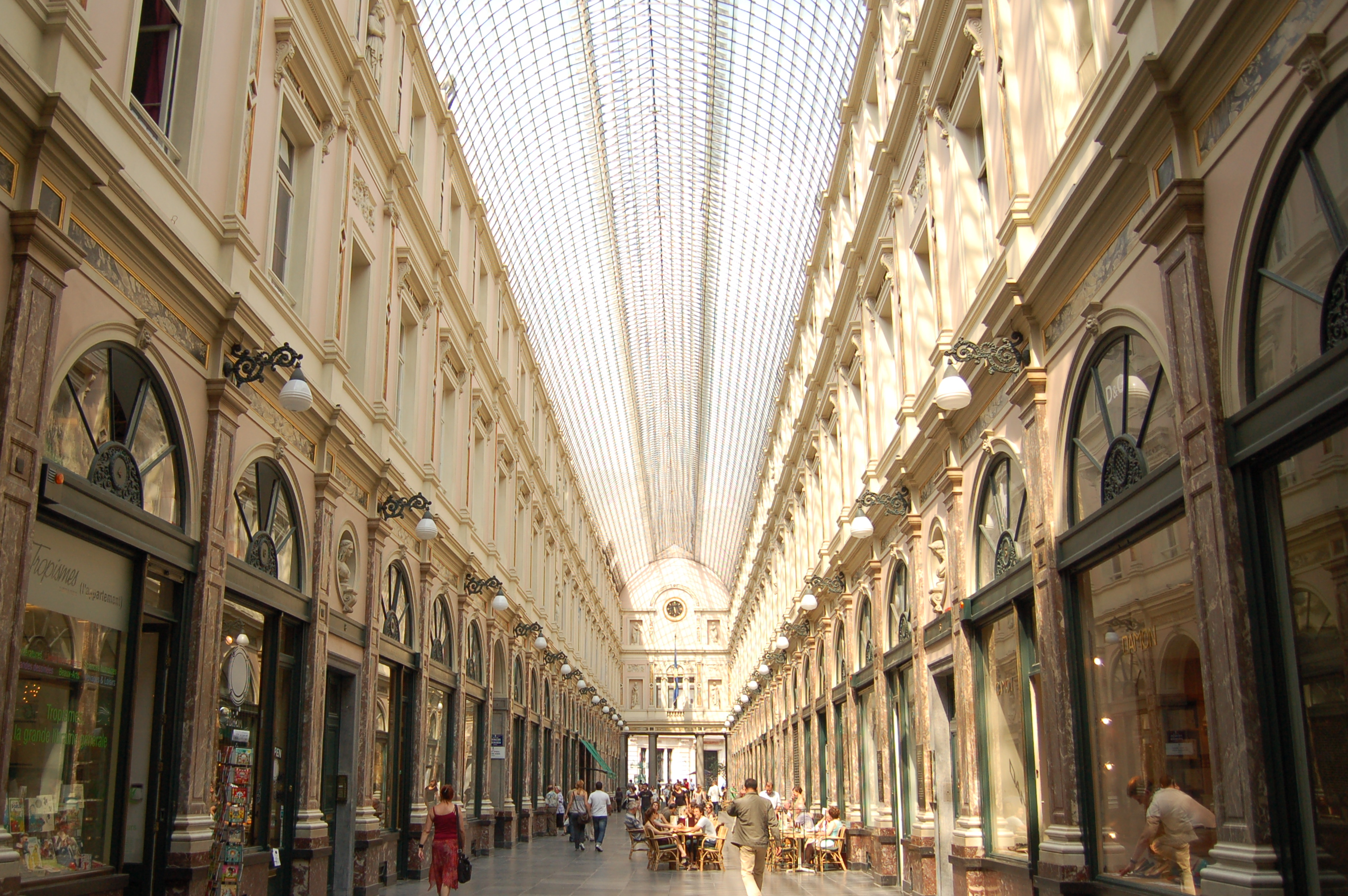
Ilôt Sacré

Pendant longtemps le centre de Bruxelles, comme tous les vieux quartiers d’Occident, a été menacé par la promotion immobilière. Pour se protéger de celle-ci, les villes cherchent la protection par la loi.
C’est le 21 mars 1960, qu’un règlement de protection urbanistique fut élaboré et que le Conseil Communal en votait le plan d’aménagement. Différentes normes urbanistiques strictes découlent de cette loi, comme :
- « Les enseignes ne peuvent être mises perpendiculairement à la façade; elles doivent obligatoirement être en lettres gothiques; l’éclairage ne peut être qu’indirect. »
- « En cas de rénovation de la façade, celle-ci doit d’abord être décapée, et si l’on découvre un mètre carré de briques anciennes, elle doit être refaite en style XVIIe ou XVIIIe siècle; la brique espagnole doit être employée; les linteaux entourant les fenêtres doivent être en pierre blanche martelée à l’ancienne, c’est-à-dire à la main. »

Le polygone de l’Îlot Sacré est ainsi officiellement délimité le 24 août 1960 par un arrêté royal :
- à l’ouest, par les rues du midi, de Tabora, des Fripiers ;
- au nord, par les rues de l’Ecuyer et d’Arenberg ;
- à l’est, par le boulevard de l’Impératrice ;
- au sud, par les rues Saint-Jean et du Lombard.

Le terme « Îlot sacré » n’apparaît qu’assez tard, dans les textes des années 1960, on le connaît plutôt sous le nom d’« Îlot constitué par la Grand-Place et ses environs ».
Aujourd’hui, l’Îlot Sacré regorge de restaurants, de bars et de magasins: es rues sont les artères du cœur bruxellois. Un événement important dans l’évolution de l’Îlot Sacré est l’interdiction des marquises et des terrasses,.

### Bourse
- 1873[11]

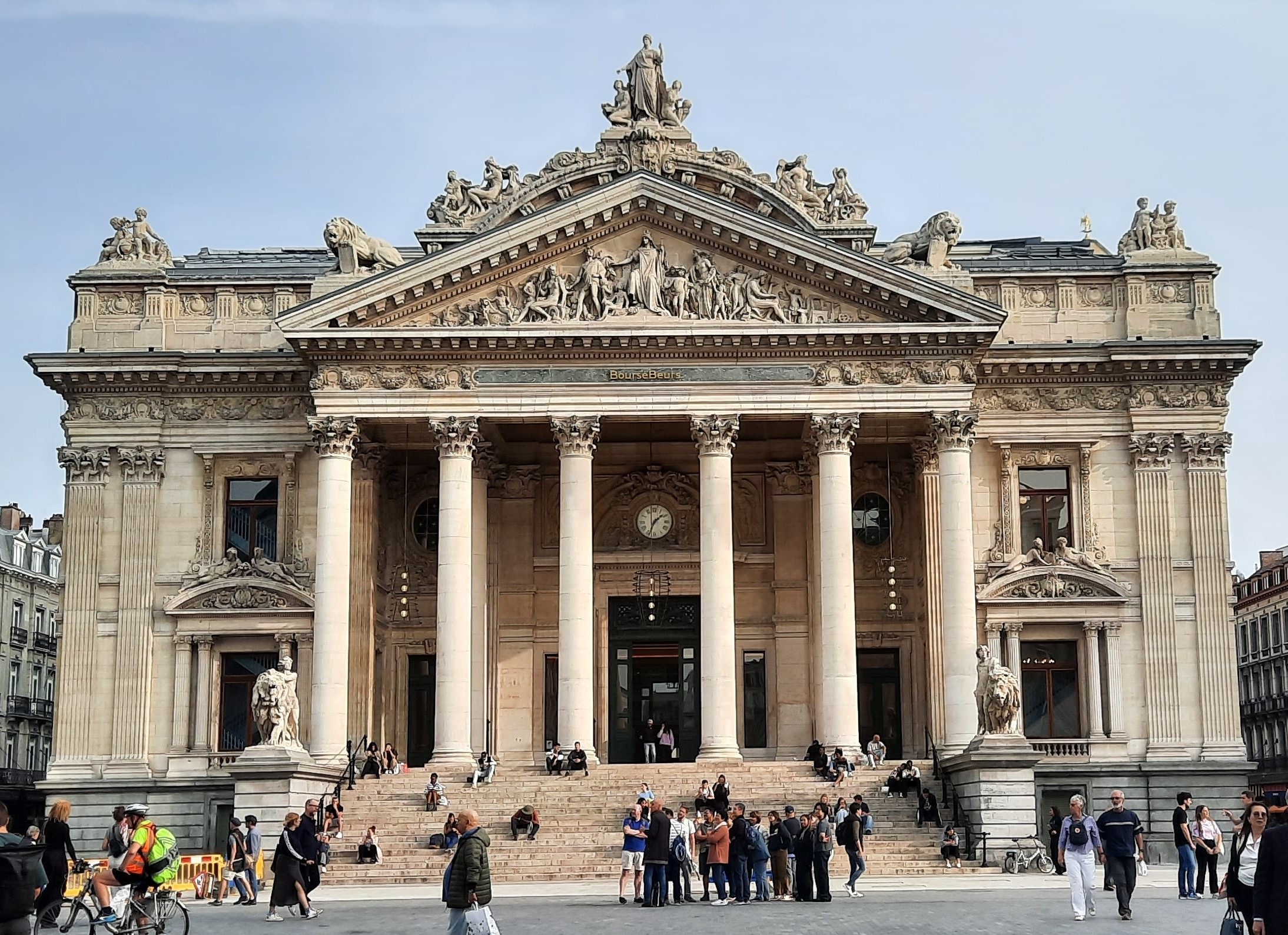
La bourse de Bruxelles

- Place de la bourse, 1000 Bruxelles
- Public

La construction du Palais de la Bourse s’inscrit dans le programme d’assainissement ainsi que dans la modernisation de Bruxelles. Les autorités chargent Léon Suys à la réalisation du Palais de la Bourse. L’enjeu principal dans la création de cet édifice est de pouvoir redynamiser le centre bruxellois en répondant aux besoins à l’époque de centraliser les affaires économiques et commerciales.
Cette construction s’est effectuée sur les ruines de l’ancien couvent franciscain du XIIIe siècle après Jésus-Christ. Ces ruines sont actuellement visibles dans le musée souterrain de la bourse.
Le style néo-palladien de ce bâtiment est assez caractéristique de son époque de construction. En effet au XVIIIe siècle, les bâtiments sont munis de nombreux éléments d’architecture antique, tels que des piliers corinthiens, etc. La palais de la Bourse est remarquable, notamment grâce à la constitution de son plan en croix latine.
Dans la continuité de cette construction, les magistrats bruxellois entament le lancement d’une nouvelle artère importante au cœur de Bruxelles. Cette nouvelle avenue relie le quartier nord au quartier midi; c’est l’actuel boulevard Anspach, devenu piéton à partir du 29 juin 2015.
Cette place est un cœur névralgique de la ville. Pour prendre un exemple en 1957, 32 lignes de tram passaient autour de la Bourse,,.

### Place Fontainas
- Création en 1871[15]
- Place de Fontainas 1000 Bruxelles
- Public
- Place publique

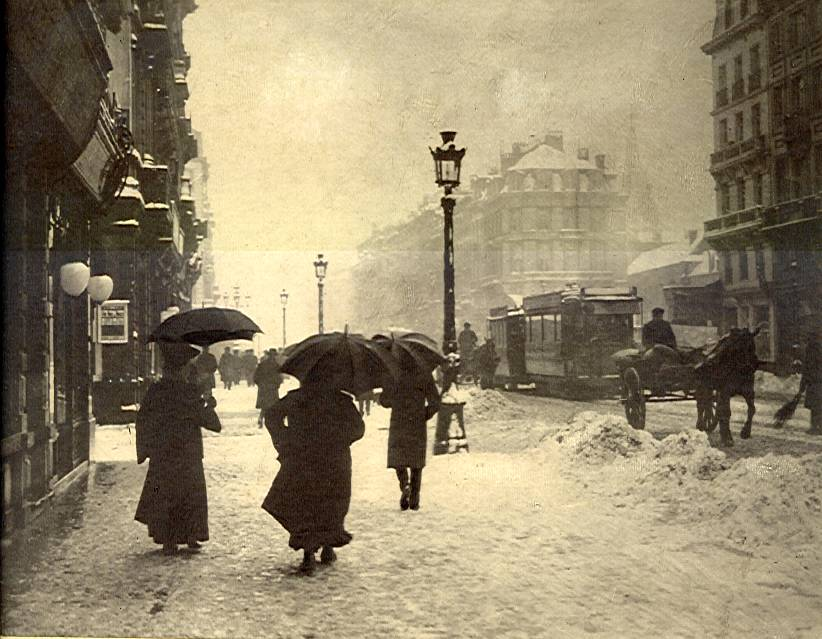
Place Fontainas vers 1910

Située entre la Place Anneessens et la Place de la Bourse, la Place Fontainas doit son nom à André Napoléon Fontainas qui fut bourgmestre de Bruxelles de 1860 à 1863.
Cette place est de forme rectangulaire. Quatre rues mènent à ses angles: la rue de la Grande Ile, la rue du Marché au Charbon, la rue d’Anderlecht et la rue des Bogards. Elle relie par son centre, le Boulevard Maurice Lemonnier avec le Boulevard Anspach.
À l’origine cette place était une île formée entre deux branches de la Senne. Cette île était appelée Overmolen « le Moulin supérieur ou en amont ». La rue de la petite île traversait l’île et menait ainsi à deux ponts : le pont de la Barbe et le pont du Bon Secours. L’île a été rasée en 1869 lors du voûtement de la Senne. En 1871, la Place Fontainas fut construite à son emplacement.
Jusqu’aux milieu des années 1970 le tram traversait la place en surface. En effet, en 1976 le pré-métro a été installé sous la place,.

### Institut Lucien Cooremans
- 1889[18]

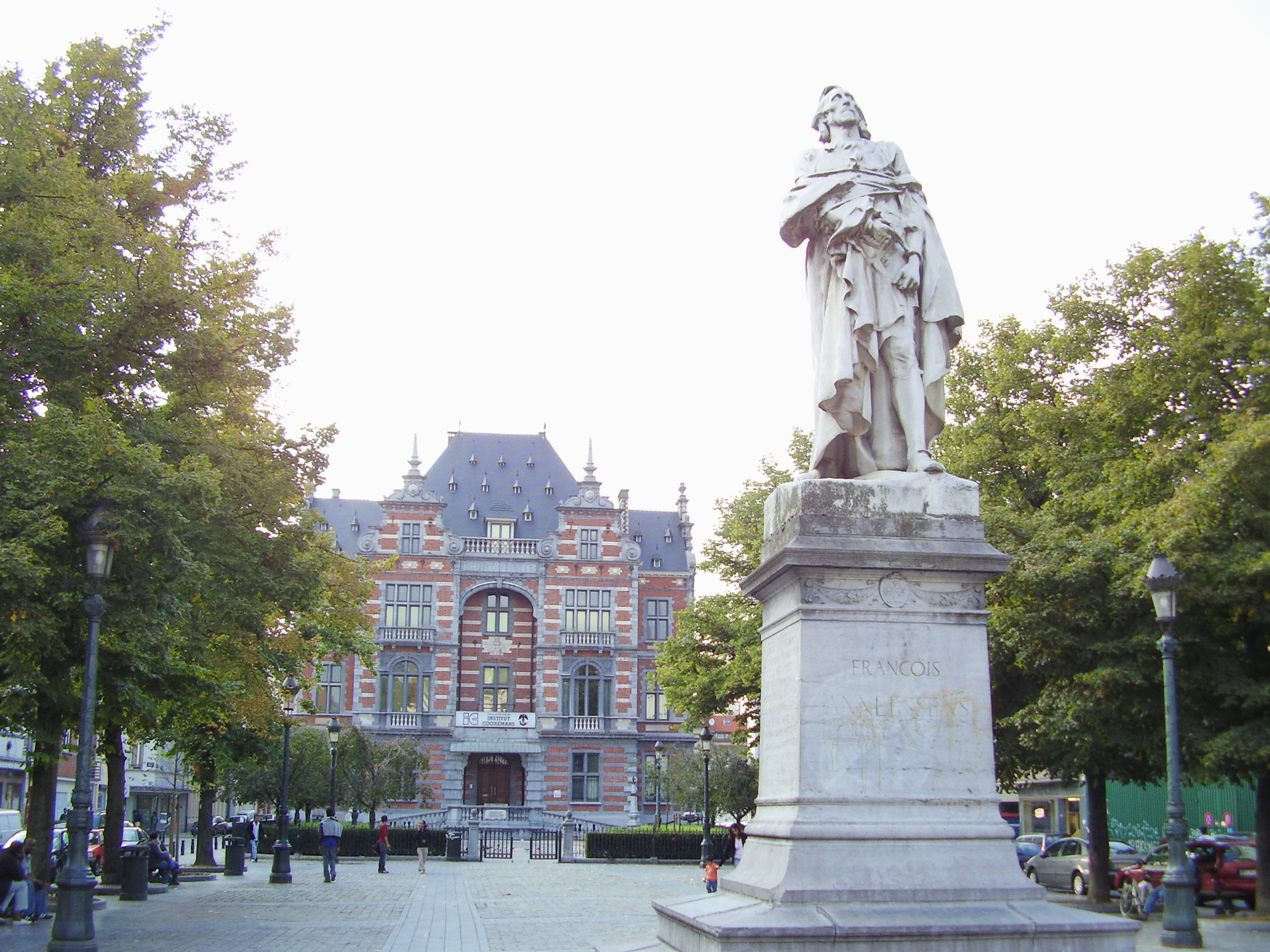
Institut Cooremans, place Anneessens

- Place Anneessens 11, 1000 Bruxelles
- Public
- École

L’institut Lucien Cooremans a été construit le long de la place Anneessens. Cette place a été construite en 1639 et était délimité par la rue d’Anderlecht et la Senne.
À l’époque, on y trouvait le marché mais lorsque la Senne fut recouverte, ce quartier attira des gens avec plus de moyens et le vieux marché fut déplacé dans le quartier des Marolles car les habitants estimaient que c’était un endroit qui manquait d’hygiène. Les Bruxellois ont alors appelé la place «avent à met», qui voulait dire ancien vieux marché.
En 1889, on nommera le lieu place Anneessens, en hommage à François Anneessens qui avait été décapité en 1719 pour avoir défendu les libertés communales contre les autorités des Pays-Bas Autrichiens.
Lors du voûtement de la Senne, Bruxelles décide de construire une école primaire sur cette place. Elle fait appel à l’architecte bruxellois, Émile Janlet. Il dessine une façade éclectique où la Renaissance flamande domine, symbole de prospérité et de puissance communale.
Le bâtiment va être modifié pour la première fois en 1910 par l’architecte Edmond de Vigne, qui agrandit l’institut côté rue du Dam.
De nos jours la cour est occupée par un bâtiment plus moderne.

### Gare du Midi
- Public[19]

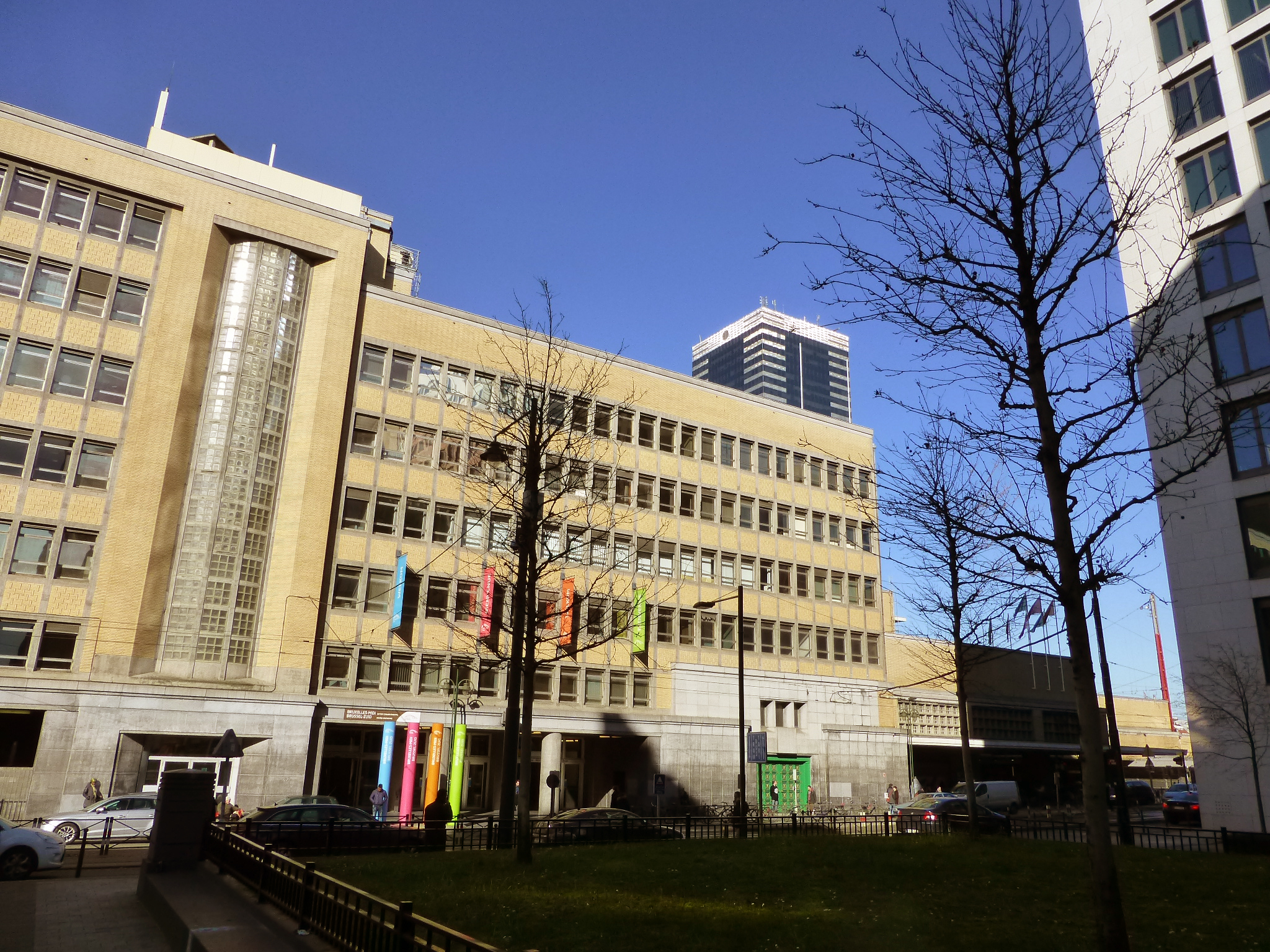
Gare du Midi

- Saint-Gilles -Avenue Fonsny 1060 Bruxelles
- 1952
- Gare ferroviaire

La gare du Midi n’était pas ce qu’elle est aujourd’hui. Elle n’a pas toujours à l’emplacement actuel (Saint-Gilles). Elle a connu trois emplacements différents, et chaque fois en s’éloignant du centre-ville. Mais, cette dernière aura un impact majeur dans le développement des différents quartiers sud de la capitale.
Tout commença en mai 1840 avec l’ouverture des débuts de la gare du Midi: la station des Bogards. La gare est un bâtiment très simple, en bois, avec deux ailes latérales réservées aux différents services.
La deuxième gare marque un changement crucial. En effet, en 1864 la gare est déplacée en dehors du centre-ville pour prendre place dans la commune où elle est actuellement placée : Saint-Gilles. À ce moment, c’est encore une simple gare terminus.
Au début du XXe siècle, Bruxelles va connaître un tournant ultime grâce aux projets de jonction entre les gares de Bruxelles-Nord et Bruxelles-Midi. À la suite du développement important du trafic ferroviaire en Belgique, ces deux gares vont être reliées en 1952 lors de la fin de ces travaux. C’est à cette date que la gare va adopter sa façade constituée en brique jaune.
La fin du XXe siècle est un moment important pour la gare du Midi, mais aussi pour Bruxelles. En 1994, elle devient une gare internationale en accueillant le TGV. Cela induira une opération « schéma de développement des abords de la gare du Midi ».

### Tour du Midi

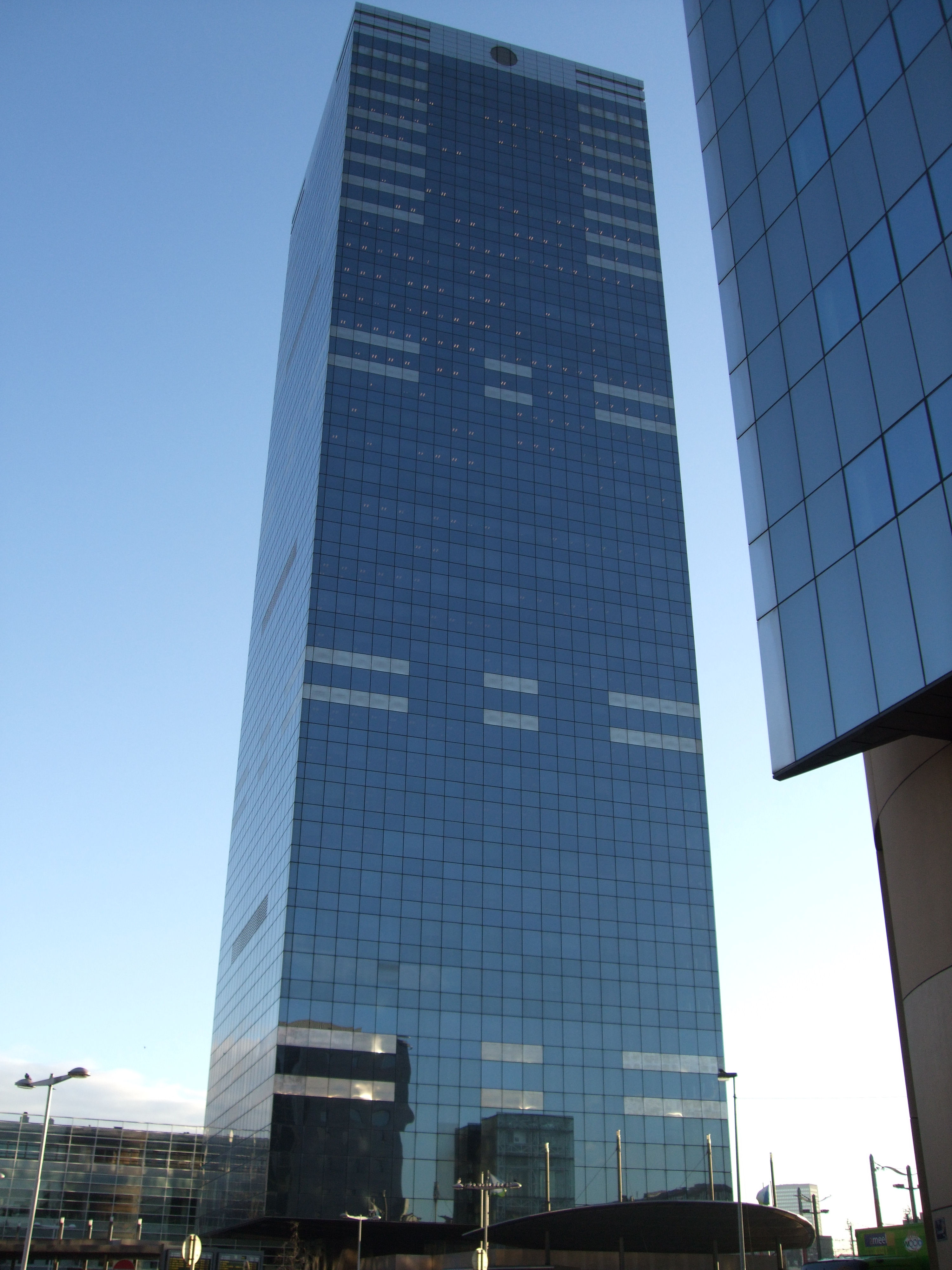
Tour du midi

- Conçue entre 1961 et 1967. Rénovation en 1996[21].
- Saint-Gilles, avenue Paul-Henri Spaak 2-4
- Privé
- Tour de bureaux

Conçue entre 1961 et 1967 pour la Caisse nationale des Pensions pour Employés, cette tour de bureaux de 150m de haut est la plus haute tour de Belgique.
Située face à la gare de Bruxelles-midi, ce bâtiment de 38 niveaux s’organise en 3 volumes : le bloc A, le bloc B et le bloc C.
Le bloc A correspond à la tour. La tour est organisée autour d’un noyau central carré de 20 m de côté qui constitue l’unique colonne portante de l’édifice. Ce noyau central contient l’ensemble des circulations verticales de la tour, les pièces d’eau et les zones de service. Chaque étage de la tour est suspendu en porte-à-faux sur ce noyau par quatre poutres. Ces poutres ont été élaborées via un système, le système Préflex, conçu par l’ingénieur belge Lipski. Ce système permet d’éviter d’encombrer les différents plateaux de colonne. Afin de ne pas trop charger l’extrémité des plateaux, un façade rideau légère a été imaginée par les architectes.
Le bloc B est un petit bâtiment qui s’élève sur 3 niveaux. Une passerelle relie la tour au bloc B au niveau de son deuxième étage. Ce bâtiment comporte la cafétéria, un foyer et des espaces de conférence.
Le bloc C est un petit volume qui s’organise sur un seul niveau. Il correspond au hall d’entrée de la tour.

### LeWiels
- Conçu en 1931[23]
- Forest, 354 avenue Van Volxem
- Privé
- Centre d’art contemporain

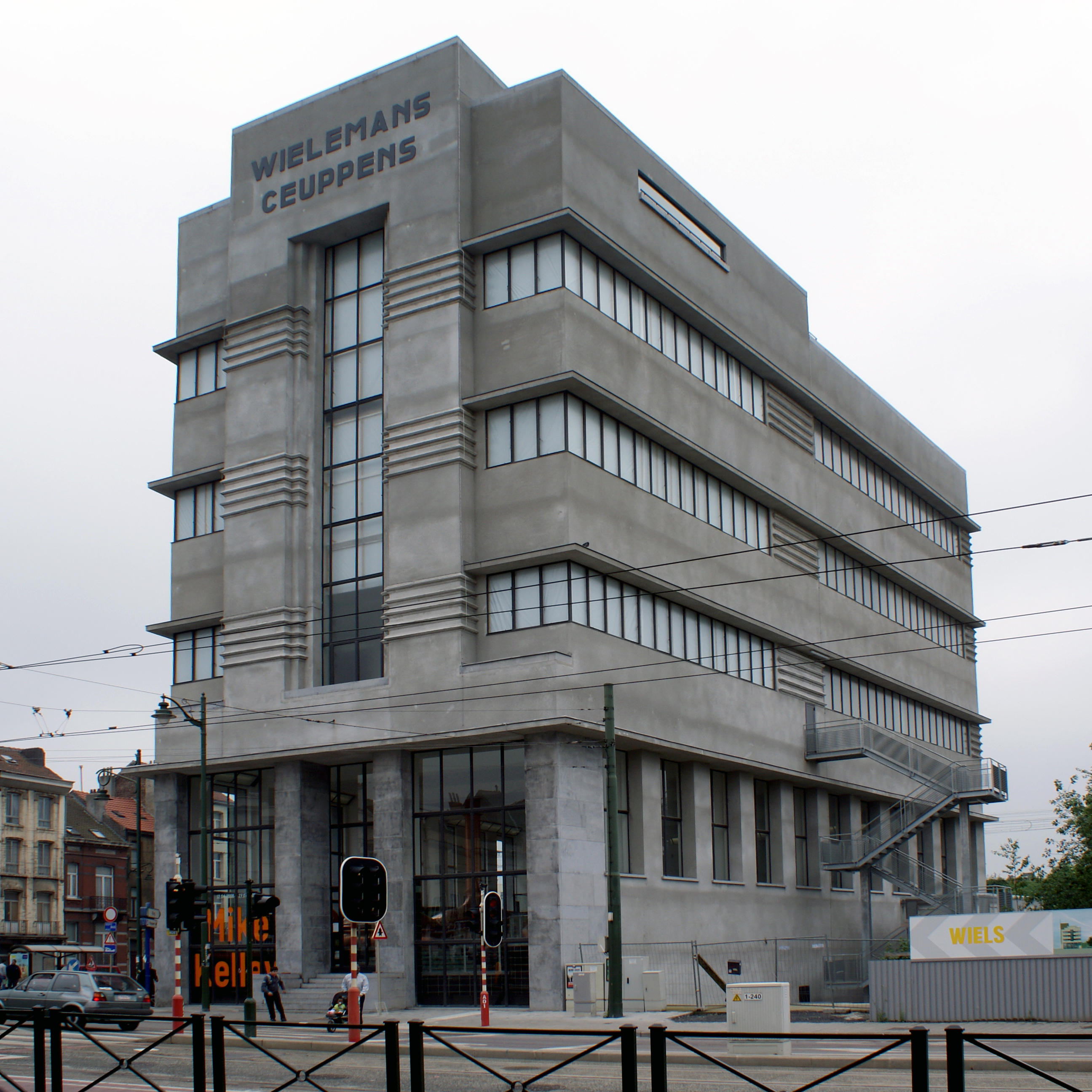
Le Wiels Bruxelles

Conçu en 1931 par l’architecte Adrien Blomme pour la Brasserie Wielemans-Ceuppens, ce bâtiment est représentatif de l’architecture industrielle moderniste à Bruxelles.
Située avenue Van Volxem à Forest, cet ancien site industriel a été classé en 1993 par la région bruxelloise.
L’édifice a été rénové en 2005 par le bureau Art & Build. AAC architecture ont aussi réalisé un volume avec une terrasse panoramique sur la toiture.
Ce centre d’art contemporain contient plusieurs espaces d’exposition, une librairie, une cafétéria et différents ateliers pour artistes.
Malgré son ouverture récente, le Wiels a déjà accueilli plus de 65 expositions d’artistes belges ou internationaux.

### Abbaye de Forest
- Conçue en 1106[25]
- Forest, 26 chaussée de Bruxelles
- Privé
- Abbaye

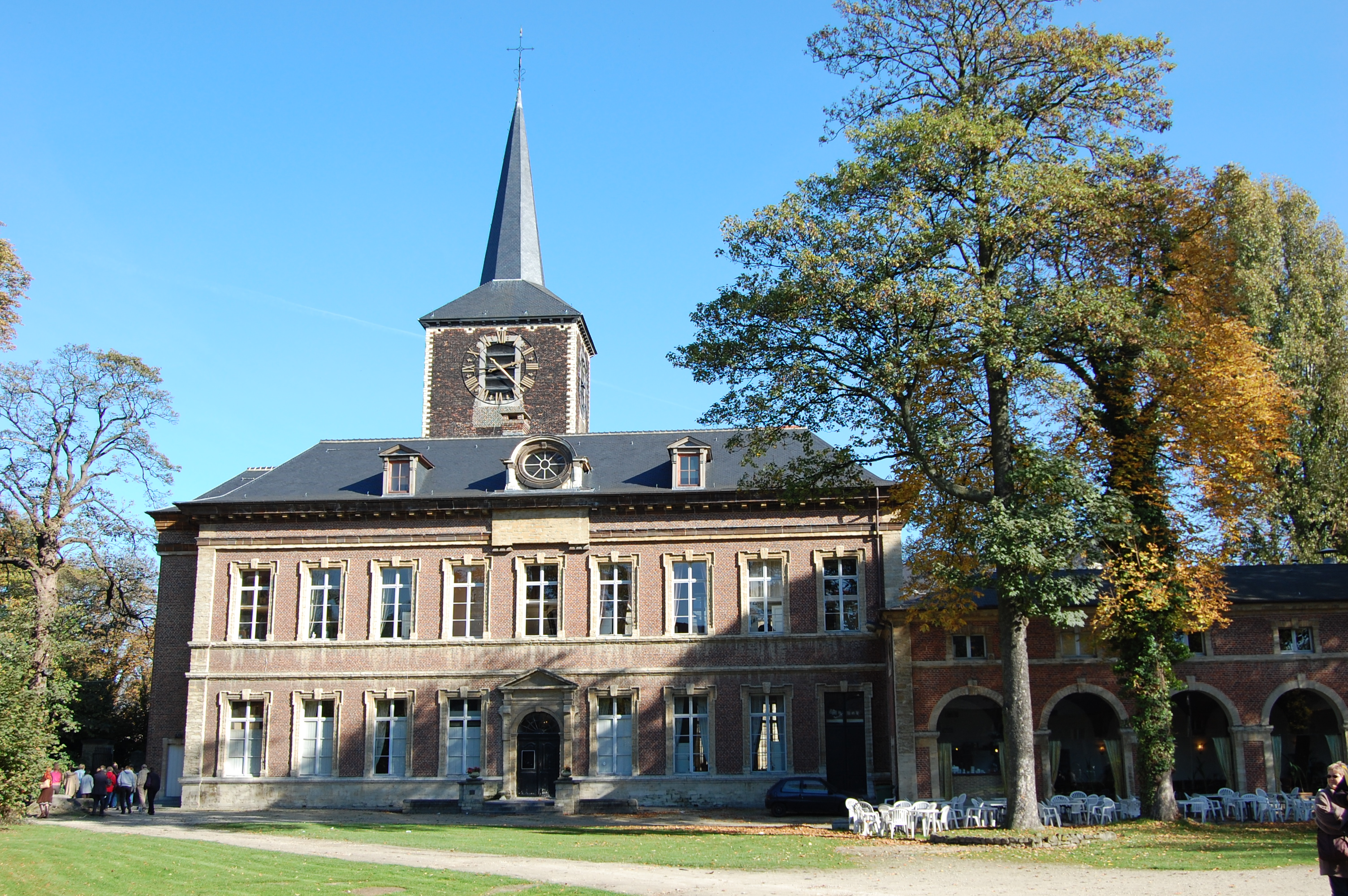
Abbaye de Forest

Conçue au XIIe siècle, l’abbaye de Forest constitue avec l’Hôtel communal, l’église et la Place Saint-Denis le centre historique de Forest. Ce bâtiment est représentatif d’un grand ensemble bénédictin en région bruxelloise.
Au début du XIIe siècle, l’abbé Fulgence fonde son abbaye à Forest sur un site qu’il a reçu du châtelain de Bruxelles. Il décide d’y implanter sa communauté moniale pour femmes.
L’édification de l’abbatiale commence au XIVe siècle. Cette abbatiale serra entièrement terminée au cours du XVe siècle. Le choix de l’implantation du cloître ira à l’encontre des principes architecturaux des abbayes bénédictines. En effet, le cloître se situe généralement au Sud de l’abbatiale pour des raisons d’ensoleillement. Or à Forest, il se trouve au Nord car la partie Sud était déjà occupée par l’église Saint-Denis. Le site contient plusieurs bâtiments n’ayant pas de fonctions religieuses tel que : une boulangerie, un moulin, une fabrique, des écuries... Il fonctionne donc en autarcie par rapport au reste de Forest.
À la fin du XVe siècle, l’abbaye va connaitre une période très tourmentée. Une guerre entre la France et l’Autriche accompagnée de la peste va forcer les religieuses à s’abriter à l’intérieur des remparts de la capitale belge. Ces circonstances vont mener à la dégradation du site. De plus en 1764, un incendie va fortement endommager le bâtiment. Une reconstruction sera donc nécessaire.
L’architecte néo-classique Laurent-Benoît Dewez sera désigné responsable de la reconstruction en 1764. Plusieurs éléments néo-classiques sont encore présents actuellement (le porche, les dépendances et le corps de logis). En 1964, Forest prend possession de l’abbaye. En 1994, le site sera classé au patrimoine,.

### Église Saint-Denis
- Conçue au XIIe siècle[28]
- Forest, 26 chaussée de Bruxelles
- Public
- Église

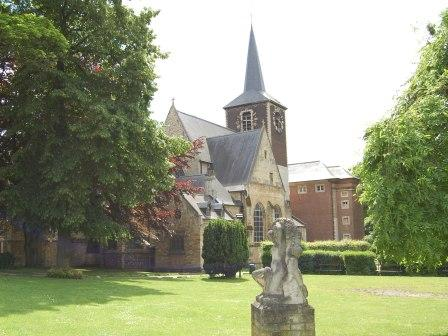
Église Saint-Denis Forest

Conçue au XIIe siècle, Saint-Denis est l’église paroissiale de la commune de Forest.
Située 26 chaussée de Bruxelles à Forest, cette église a été classée comme monument historique en 1936 par la région bruxelloise.
Le style roman initial va être transformé au XIIIe siècle en un bâtiment de style gothique de plus grandes dimensions.
Au XVe siècle, on observe l’ajout d’une travée qui servira de support au clocher. Ce clocher va être agrandi de 2 niveaux au cours du XVIIIe siècle.
Au XVIe siècle des chapelles sont annexées aux bas-côtés de la nef.
Depuis cette période jusqu’au XXe siècle, l’église n’a plus subie de transformations majeures.
En 1925 Chrétien Veraart va restaurer l’édifice. Il conçoit un nouveau narthex et ajoute une nouvelle chapelle à l’ensemble. Le jubé sous la tour sera supprimé lors de cette restauration.

### Château Rey-Calmeyn
- 1852-1853[30]
- Grand Route 200-202, 1620 Drogenbos
- Privé
- Résidence

Le château Calmeyn se situe dans la commune de Drogenbos, il a été construit dans les années 1852-1853 sur un domaine qui à l’époque faisait partie de la forêt de Soignes.
Le château a été dessiné par l’architecte belge, Jean-Pierre Cluysenaar, qui a fait ses études à l’académie royale des beaux-arts de Bruxelles. Ce château a appartenu depuis le début de sa construction à la famille Calmeyn.
La commune de Drogenbos a une longue histoire puisque des traces d’occupation du territoire ont été découvertes lors de la création du ring. Ces traces datent de 1295. La ville appartenait à l’époque au Seigneur de Grimbergen. Au fil des siècles, les propriétaires des terres se sont succédé.
En 1717, les terres appartenaient à la duchesse d’Arenberg, Marie Henriette de Caretto. Elle fit construire une maison de campagne, qui aujourd’hui est devenue la maison communale.
En 1798, Drogenbos se détache de la commune de Uccle et devient une commune indépendante.
La démographie de cette commune a été étroitement liée aux voies de transport ayant été aménagées. En 1837, Drogenbos comptait 470 habitants, alors qu'en 1935, la population était de 3 300 personnes. Cela s’explique tout d’abord par l’inauguration du canal Bruxelles-Charleroi en 1833, et par la construction de la ligne de chemin de fer reliant Bergen à Bruxelles, inaugurée en 1840. 
À la suite de ces travaux d’aménagement, l’affectation des sols s’est vu être radicalement transformée, passant de prairies humides à chantiers de construction et usines. Aujourd’hui le seul endroit encore véritablement boisé est le parc du château de Calmeyn,.